# Patrick Gallagher
Patrick Gallagher (ur. 21 lutego 1968 w Chilliwack) – kanadyjski aktor.

## Kariera
Gallagher najlepiej jest znany z ról telewizyjnych taki jak Det. Joe Finn w Da Vinci’s Inquest, sprzedawca alkoholowy w Ekipie, Leon w The Line, dziki Farhod w Parze królów oraz Ken Tanaka w Glee i z jego roli filmowej jako niezdarny Davies w Pan i władca: Na krańcu świata i jako barman Gary w Bezdroża. Gallagher grał jako Attyla w Noc w muzeum, Chow w Czysta krew, Anderson w filmie Severed i motłoch w jednym odcinku Battlestar Galactica. Patrick zagrał także w Tajemnice Smallville w sezonie 3, odcinku 5 Perry jako barman w lokalnym barze.
Gallaghera można również zobaczyć w 5 odcinku pierwszego sezonu Hawaii 5.0. Grał postać Carlos Bagoyo.
Poza występowaniem w filmach i serialach Gallagher występował też w grze Ghost of Tsushima, gdzie odgrywał postać Khotun-chana.

## Filmografia[2]

### Telewizja
| Rok          | Tytuł              | Rola                | Notatki                            |
| ------------ | ------------------ | ------------------- | ---------------------------------- |
| 2002         | Wybrańcy obcych    | Właściciel kawiarni |                                    |
| 2005−2006    | Burmistrz Da Vinci | Detektyw Joe Finn   |                                    |
| 2009–2010    | Glee               | Ken Tanaka          | Rola drugoplanowa w sezonie 1      |
| 2011         | Szach-mat          | Hugo Lum            | Główna rola                        |
| 2015–2017    | iZombie            | Jeremy Chu          | Rola drugoplanowa w sezonach 2 i 3 |
| 2017-obecnie | Szpital miejski    | Strażnik więzienny  | Drugoplanowa                       |

### Filmy
| Rok  | Tytuł                            | Rola                          | Notatki |
| ---- | -------------------------------- | ----------------------------- | ------- |
| 1980 | Świąteczne zło                   | Mikołaj                       |         |
| 1996 | Żywy cel                         | Jonish Kukoc                  |         |
| 1997 | Fatum                            | Lowbrow                       |         |
| 2002 | Zabójcze sąsiedztwo              | Ed                            |         |
| 2003 | Pan i władca: Na krańcu świata   | Niezdarny Davies, marynarz    |         |
| 2004 | Bezdroża                         | Gary, barman                  |         |
| 2004 | Rozrachunek                      | Anderson                      |         |
| 2004 | Z podniesionym czołem            | Keith                         |         |
| 2006 | Noc w muzeum                     | Hun Atylla                    |         |
| 2006 | Oszukać przeznaczenie 3          | Colquitt                      |         |
| 2008 | Królowie ulicy                   | Kapitan policji w Los Angeles |         |
| 2009 | Noc w muzeum 2                   | Hun Atylla                    |         |
| 2010 | Monster Heroes                   | Francis Stein                 |         |
| 2010 | Dancing Ninja                    | Sabu                          |         |
| 2012 | California Solo                  | Funkcjonariusz Ice            |         |
| 2014 | Noc w muzeum: Tajemnica grobowca | Hun Atylla                    |         |
| 2016 | On the Farm                      | Jeff Keeley                   |         |
| 2017 | Pomniejszenie                    | Pijany facet przy barze       |         |

## Życie prywatne
Patrick Gallagher ma korzenie chińskie i irlandzkie.